# Cantó de Saint-Julien-du-Sault
El cantó de Saint-Julien-du-Sault és un cantó francès del departament del Yonne, situat al districte de Sens. Té 9 municipis i el cap és Saint-Julien-du-Sault.

## Municipis
- La Celle-Saint-Cyr
- Cudot
- Précy-sur-Vrin
- Saint-Julien-du-Sault
- Saint-Loup-d'Ordon
- Saint-Martin-d'Ordon
- Saint-Romain-le-Preux
- Sépeaux
- Verlin

## Història
| Data d'elecció                           | Identitat        | Partit               | Qualitat |
| ---------------------------------------- | ---------------- | -------------------- | -------- |
| 1945-195.                                | Paul Gagnard     | SFIO                 |          |
| 195.-1988                                | Jean-Paul Coffre | radical, després UDF |          |
| 1988-                                    | Guy Bourras      | NC                   |          |
| les dades anteriors no són pas conegudes |                  |                      |          |
|                                          |                  |                      |          |

## Demografia
| A partir de 1990: Població sense dobles comptes |